# Adam Szymczyk
Adam Szymczyk, né le 15 septembre 1970 à Piotrków Trybunalski, dans la voïvodie de Łódź, en Pologne, est un critique d'art et commissaire d'exposition polonais.
Il a été directeur artistique de la documenta 14 en 2017 à Cassel et a été directeur et conservateur en chef à la Kunsthalle Basel de 2003 à 2014.

## Biographie

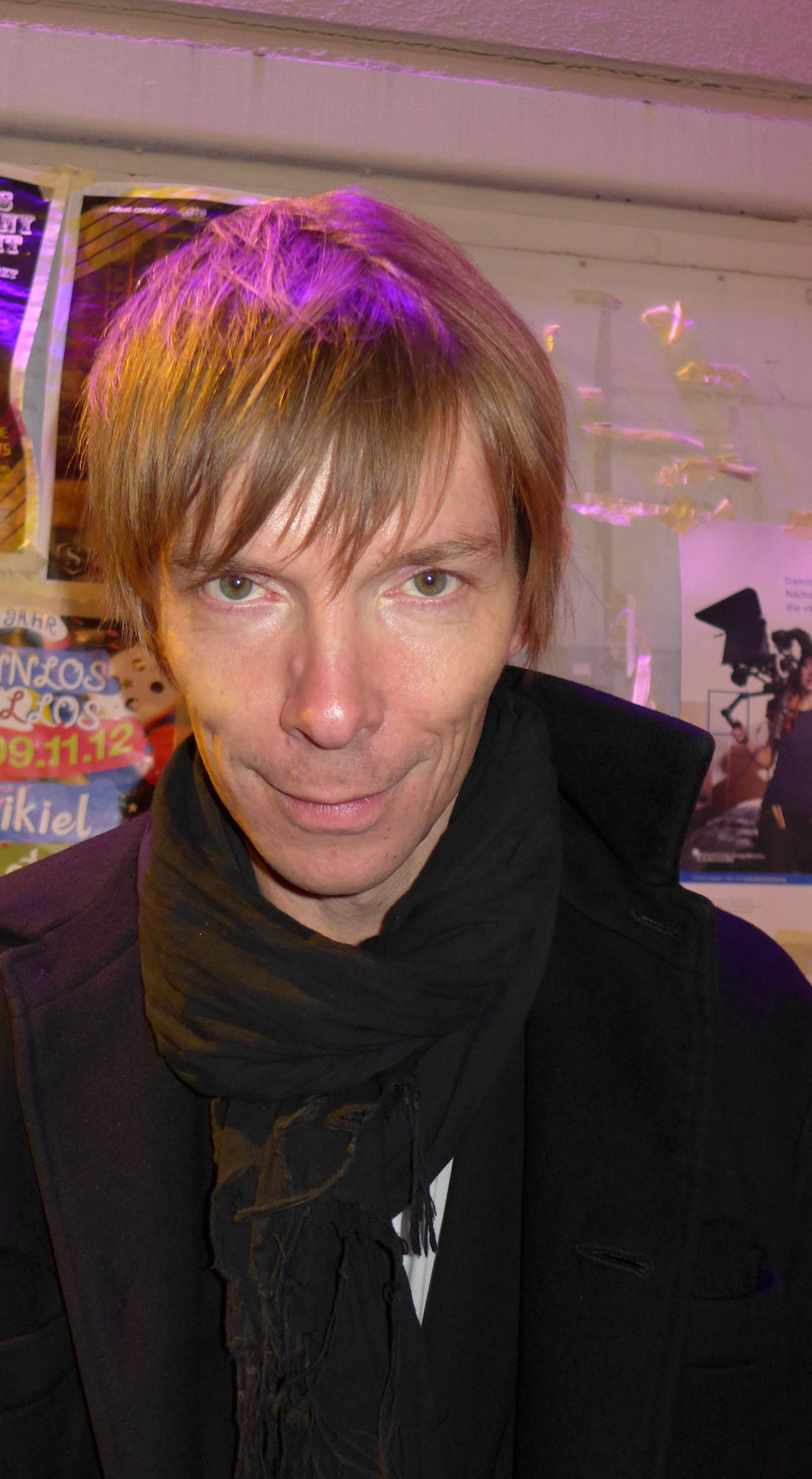
Adam Szymczyk à Zurich.

Szymczyk a étudié l'histoire de l'art à l'Université de Varsovie. Dans les années 1990, il a participé à la formation de conservateur du centre d'art De Appel à Amsterdam. En 1997, il a co-fondé la Fundacja Galerii Foksal (Fondation de la galerie Foksal) à Varsovie. Depuis 2003, il est directeur de la Kunsthalle Basel. En 2008, il a été co-commissaire de la 5e Biennale de Berlin.
Szymczyk, que le New York Times a qualifié de « superstar parmi les conservateurs », est nommé en 2013 directeur artistique de la documenta 14.

## Prix et récompenses
- 2011 - Prix Walter Hopps[7]